# Драва
Драва (итал, словен. и хрв. Drava; мађ. Dráva; енгл. Drave) је река у средњој Европи.
Драва извире у Јужном Тиролу у Италији, одакле наставља да тече према истоку кроз аустријску покрајину Корушку, Словенију, Хрватску, затим делом чини хрватско-мађарску границу. Код Доњег Михољца Драва скреће у дубину Хрватске, према Осијеку, и напокон код Аљмаша, на граници Хрватске са Србијом (Војводина), утиче у Дунав. Драва у свом крајњем делу чини границу између регија Славоније и Барање. Укупна дужина Драве је 749 km. Површина слива је око 40.154 km². Драва је пловна око 90 km, од ушћа у Дунав до места Чађавица у Хрватској.
Драва тече кроз ова већа насеља:
- Аустрија: Лијенц, Шпитал на Драви, Филах, Фелкермаркт,
- Словенија: Дравоград, Вузеница, Мута, Руше, Марибор, Птуј, Ормож
- Хрватска: Вараждин, Валпово, Осијек
- Мађарска: Барч

Главне притоке Драве су:
- леве притоке: Гајл (Аустрија), Мислиња (Словенија), Дравиња (Словенија) и Бедња (Хрватска)
- десне притоке: Гурк (Аустрија) и Мура (поред Леграда) (Хрватска)

Река Драва је једна од најексплоатисанијих река у свету у погледу хидроенергије, са скоро 100% енергије њеног водног потенцијала која се експлоатише. Пошто је регион реке место изузетног биодиверзитета, то изазива неколико еколошких проблема, заједно са другим облицима експлоатације као што је коришћење речних депозита.